# Andy Dawson
Andrew Stuart "Andy" Dawson (Northallerton, 1978. október 20.) profi angol labdarúgó, edző.
Dawson hátvédként játszott, testvérei a szintén labdarúgó Michael Dawson (a Hull Citynél) és Kevin Dawson (a Stocksbridge Park Steelsnél), mindketten hátvédek. Testvéreihez hasonlóan ő is a Nottingham Forestben kezdte profi pályafutását, de csak egy mérkőzésen lépett pályára, mielőtt a Scunthorpe United játékosa lett.
A Hull City-nél ő lett Peter Taylor edző első számú védője a 2003–04-es és a 2004–05-ös szezonban, és a Championshipben is állandó játéklehetőséghez jutott a 2005–06-os szezonban, mielőtt lesérült. Ismertségére erős lövései miatt tett szert, főleg szabadrúgásainál.
A 2006–07-es szezonban megválasztották az Év labdarúgójának a csapatban.
Csapattársaival, Ian Ashbee-vel, Boaz Myhillel és Ryan France-szal együtt bekerült azok közé a labdarúgók közé, akik négy osztályon keresztül is a csapat tagjai voltak.